# Позвоните Мышкину
«Позвоните Мышкину» — российский комедийный художественный фильм, снятый режиссёром Ильёй Казанковым.

## Сюжет
Скромный и неуверенный в себе актёр Ермак Мышкин занимается постановкой представлений в школе в Санкт-Петербурге. В Москве готовится постановка мюзикла на тему освоения Сибири, и восьмилетняя дочь популярной актрисы Даша Самойлова уговаривает Мышкина поехать и взять её с собой. Выясняется, что на самом деле Даша хочет отомстить своей матери за недостаточное внимание к ней и для этого инсценировала собственное похищение не без помощи Ермака.

## В ролях
| Актёр             | Роль                                             |
| ----------------- | ------------------------------------------------ |
| Михаил Трухин     | Ермак Мышкин                                     |
| Ярослава Базаева  | Даша                                             |
| Ирина Пегова      | Вероника Павловна, актриса, мама Даши Самойловой |
| Михаил Пореченков | Миша                                             |
| Сергей Бурунов    | продюсер мюзикла                                 |

## Съёмочная группа
- Режиссер: Илья Казанков
- Автор сценария: Илья Казанков
- Оператор: Ольга Марченко
- Композитор: Олеся Бердникова
- Продюсеры: Алексей Учитель, Кира Саксаганская

## Создание
Фильм с рабочим названием «Сокровища Ермака» получил государственное финансирование в 2014 году. В первоначальном сюжете детского приключенческого фильма фигурировал школьник Костя Синицын, который находил ларец династии Строгановых, а потом выходил на след клада Ермака Тимофеевича. Позже экспертам Министерства культуры была показана версия фильма под названием «Позвоните Ермаку» об артисте Ермаке Мышкине, направляющемся в Москву пробоваться на роль в мюзикле. В феврале 2017 годе сообщалось, что студии «Рок» Алексея Учителя было предложено либо переснять фильм по утвержденному сценарию, либо вернуть 35 миллионов рублей, выделенные из бюджета. Студия выбрала первый вариант, однако в фильме, вышедшем в прокат, говорится именно об актёре Мышкине.